# Lumbricillus magdalenae
Lumbricillus magdalenae är en ringmaskart som beskrevs av Nurminen 1965. Lumbricillus magdalenae ingår i släktet Lumbricillus och familjen småringmaskar. Inga underarter finns listade i Catalogue of Life.